# Comisión Mitchell
La Comisión Mitchell fue una comisión internacional encargada por las partes en conflicto al presidente estadounidense Bill Clinton durante la Cumbre del año 2000 de Sharm El-Sheij. La Comisión tenía el objetivo de elaborar un informe que estudiase los orígenes de la Intifada de Al-Aqsa o Segunda Intifada y propusiese soluciones para el fin de la violencia.
La Comisión la presidió el exsenador y antiguo mediador en el conflicto de Irlanda del Norte George Mitchell. Estaba integrada por Javier Solana, Warren Rudman, Suleyman Demirel y Thorbjørn Jagland.

## El Informe Mitchell
En su informe, concluido en abril de 2001, la Comisión Mitchell descartó la posibilidad de que la Intifada de Al-Aqsa se iniciara a raíz de la visita de Ariel Sharón a la Explanada de las Mezquitas el 28 de septiembre de 2000, asegurando que la violencia palestina hubiese estallado de cualquier forma como producto de la negativa de Yaser Arafat de aceptar las propuestas israelíes de Ehud Barak en Camp David:

La visita de Sharon no causó la Intifada de Al-Aqsa
Informe final del Comité Investigativo de Sharm El-Sheij, 30 de abril del 2001.